# نشان پژوهش
نشان پژوهش از نشان‌های افتخار در ایران است. براساس ماده ۸ آیین‌نامه اعطای نشان‌های دولتی، نشان «پژوهش» به افرادی اعطا می‌شود که به جهتی از جهات ذیل منشأ ایجاد تحول اساسی یا خدمت کم سابقه شوند:
1. عرضه شیوه‌ها و روش‌های جدید تحقیق
2. مطالعات و تحقیقاتی که منشأ تغییر و تحول علمی باشد
3. یافتن شیوه‌های جدید تحقیق
4. انتقال تحقیقات بنیادی به زمینه‌های کاربردی
5. هر نوع ابداع، ابتکار، اختراع و اکتشاف مهم

## دریافت کنندگان
| ردیف | نام دریافت کننده       | نشان                           | درجه     | اهدا شده توسط                    | در تاریخ         |
| ---- | ---------------------- | ------------------------------ | -------- | -------------------------------- | ---------------- |
| ۱.   | منوچهر منطقی           | نشان پژوهش                     | درجه سوم | اکبر هاشمی رفسنجانی              | ۵ اسفند ۱۳۷۳     |
| ۲.   | فریدون عزیزی           | نشان پژوهش                     | درجه سوم | اکبر هاشمی رفسنجانی              | ۱۱ اردیبهشت ۱۳۷۴ |
| ۳.   | سید حسین میرشمسی       | نشان پژوهش                     | درجه یکم | اکبر هاشمی رفسنجانی              | ۸ خرداد ۱۳۷۴     |
| ۴.   | عظیم اکبری             | نشان پژوهش                     | درجه سوم | اکبر هاشمی رفسنجانی              | ۳۰ خرداد ۱۳۷۴    |
| ۵.   | آهنگ کوثر              | نشان پژوهش                     | درجه سوم | اکبر هاشمی رفسنجانی              | ۴ تیر ۱۳۷۵       |
| ۶.   | فتح‌الله مضطرزاده       | نشان پژوهش                     | درجه سوم | اکبر هاشمی رفسنجانی              | ۷ آذر ۱۳۷۵       |
| ۷.   | مجید عباس‌پور تهرانی    | نشان پژوهش                     | درجه سوم | اکبر هاشمی رفسنجانی              | ۲۰ دی ۱۳۷۵       |
| ۸.   | وفا غفاریان            | نشان پژوهش                     | درجه سوم | اکبر هاشمی رفسنجانی              | ۹ بهمن ۱۳۷۵      |
| ۹.   | عباس اولیاء            | نشان پژوهش                     | درجه دوم | اکبر هاشمی رفسنجانی              | ۲۷ خرداد ۱۳۷۶    |
| ۱۰.  | مهدی سهرابی            | نشان پژوهش                     | درجه سوم | اکبر هاشمی رفسنجانی              | ۲۷ خرداد ۱۳۷۶    |
| ۱۱.  | نسرین معظمی            | نشان پژوهش                     | درجه سوم | اکبر هاشمی رفسنجانی              | ۲۷ خرداد ۱۳۷۶    |
| ۱۲.  | عباس شفیعی             | نشان پژوهش                     | درجه دوم | سید محمد خاتمی                   | ۱۹ خرداد ۱۳۷۸    |
| ۱۳.  | مجتبی شمسی‌پور          | نشان پژوهش                     | درجه سوم | سید محمد خاتمی                   | ۱۹ دی ۱۳۸۱       |
| ۱۴.  | غلامرضا رجبی           | نشان پژوهش                     | درجه سوم | سید محمد خاتمی                   | ۱۹ دی ۱۳۸۱       |
| ۱۵.  | جعفر ارشاد             | نشان پژوهش                     | درجه سوم | سید محمد خاتمی                   | ۱۳ مرداد ۱۳۸۳    |
| ۱۶.  | محمدحسین علی‌محمدیان    | نشان پژوهش                     | درجه سوم | سید محمد خاتمی                   | ۱۳ مرداد ۱۳۸۳    |
| ۱۷.  | فرشته معتمدی           | نشان پژوهش                     | درجه سوم | سید محمد خاتمی                   | ۱۳ مرداد ۱۳۸۳    |
| ۱۸.  | رضا هاشمی فشارکی       | نشان پژوهش                     | درجه دوم | سید محمد خاتمی                   | ۱۶ خرداد ۱۳۸۴    |
| ۱۹.  | محمدسعیدکریمی          | نشان پژوهش نفر اول طراحي کشوری | درجه سوم | [[رئيس دانشگاه آزاد حسن روحانی]] | ۱۷ خرداد ۱۳۹۴    |
| ۲۰.  | محمد قنادی مراغه       | نشان پژوهش                     | درجه سوم | سید محمد خاتمی                   | ۱۷ خرداد ۱۳۸۴    |
| ۲۱.  | ناهید خدابنده          | نشان پژوهش                     | درجه سوم | سید محمد خاتمی                   | ۱۷ خرداد ۱۳۸۴    |
| ۲۲.  | حمیدرضا مهاجرانی عراقی | نشان پژوهش                     | درجه سوم | محمود احمدی‌نژاد                  | ۵ شهریور ۱۳۸۵    |
| ۲۳.  | محمد قنادی مراغه       | نشان پژوهش                     | درجه دوم | محمود احمدی‌نژاد                  | ۵ شهریور ۱۳۸۵    |
| ۲۴.  | جواد کریمی ثابت        | نشان پژوهش                     | درجه سوم | محمود احمدی‌نژاد                  | ۵ شهریور ۱۳۸۵    |
| ۲۵.  | ‌هاله بختیاری           | نشان پژوهش                     | درجه سوم | محمود احمدی‌نژاد                  | ۵ شهریور ۱۳۸۵    |
| ۲۶.  | محمدعلی زلفی‌گل         | نشان پژوهش                     | درجه دوم | محمود احمدی‌نژاد                  | ۱۵ مهر ۱۳۹۰      |
| ۲۷.  | مهدی بلالی مود         | نشان پژوهش                     | درجه دوم | محمود احمدی‌نژاد                  | ۴ آبان ۱۳۹۰      |
| ۲۸.  | سید علی‌اکبر قریشی      | نشان پژوهش                     | درجه یکم | محمود احمدی‌نژاد                  | ۱۶ اسفند ۱۳۹۰    |
| ۲۹.  | همایون همتی            | نشان پژوهش                     | درجه دوم | محمود احمدی‌نژاد                  | ۱۶ اسفند ۱۳۹۰    |
| ۳۰.  | عادل آذر               | نشان پژوهش                     | درجه دوم | محمود احمدی‌نژاد                  | ۱۶ اسفند ۱۳۹۰    |